# 亚历山大·米哈伊洛维奇

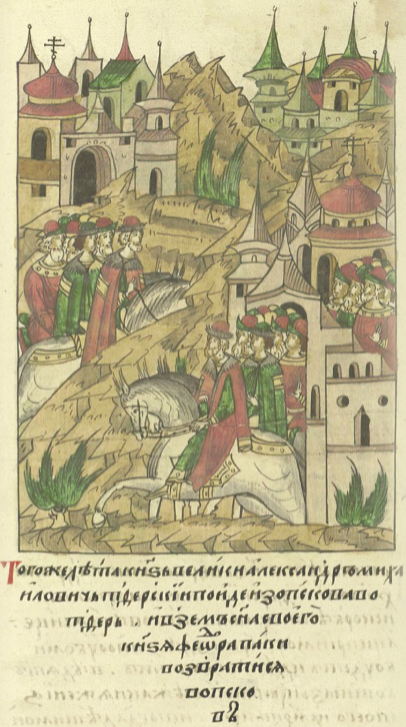
一個關於紀錄亞歷山大·米哈伊洛維奇事蹟的圖畫.

亚历山大·米哈伊洛维奇（俄语：Александр Михайлович Тверской，1301年10月7日—1339年10月29日），是歷史上的一位特维尔大公以及弗拉基米尔-苏兹达尔大公国的弗拉基米爾大公。亚历山大·米哈伊洛维奇和他的儿子费奥多尔最終被欽察汗國當局处决(被指在特維爾叛亂反月即別汗)。